# Salar de Uyuni

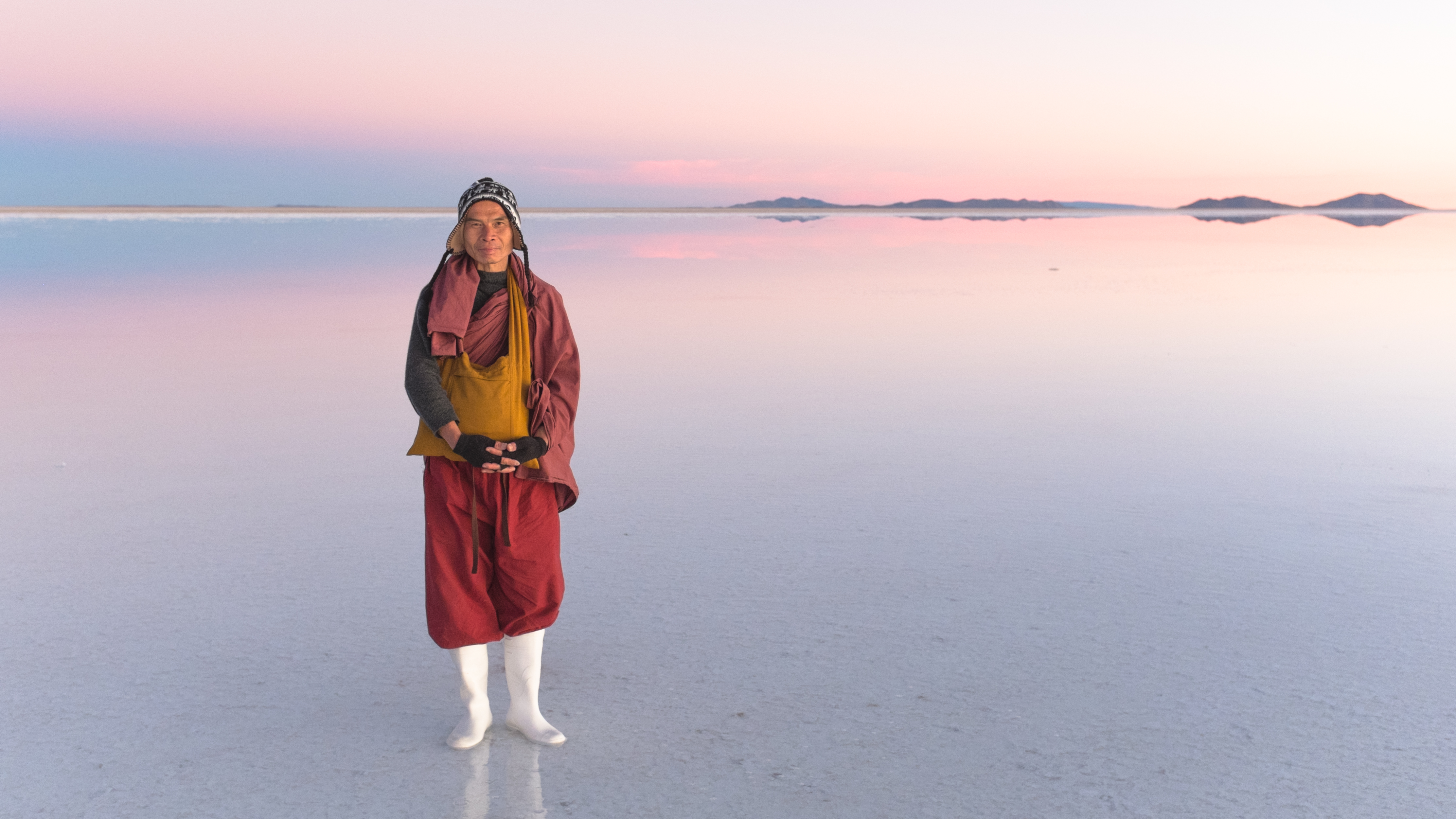
Tajwański mnich zimą w Salar de Uyuni. Zdjęcie zrobione o zachodzie słońca

Salar de Uyuni – solnisko, pozostałość po wyschniętym słonym jeziorze w południowo-zachodniej Boliwii, na obszarze płaskowyżu Altiplano w Andach. Jest położone na wysokości 3653 m n.p.m. i zajmuje powierzchnię 10 582 km², co czyni je największym solniskiem świata. Stanowi, wraz z jeziorami Titicaca i Poopó, pozostałość po istniejącym w plejstocenie jeziorze Ballivián. Jest to jeden z najbardziej płaskich obszarów na świecie (różnica wzniesień wynosi niecałe 41 cm).
Powierzchnię solniska pokrywa skorupa, pod którą znajduje się niezwykle bogata w lit solanka. Szacuje się, że zawiera 50–70% światowych zasobów litu.